# Reginald Pole
Reginald Pole (Stourton Castle, 3 de março de 1500 - Londres, 17 de novembro de 1558) foi um prelado inglês, cardeal da Igreja Católica Romana (e um dos últimos do país), Arcebispo da Cantuária durante a reforma católica na Inglaterra.

## Biografia
Nascido em Stourton Castle, em Staffordshire, era filho de Sir Richard Pole, cavaleiro da Ordem da Jarreteira, meio-primo de Henrique VII da Inglaterra, e Margarida Pole, 8.ª Condessa de Salisbury, que era prima de Isabel de Iorque, esposa do rei Henrique VII e governanta da princesa Maria, a futura rainha da Inglaterra. Reginald e o rei Henrique VIII de Inglaterra eram primos em segundo grau.  Recebeu sua educação inicial na Charterhouse em Sheen, entre 1507 e 1512; na Magdalen College, Universidade de Oxford (bacharelado, 1515). Embora não tivesse recebido as ordens sagradas e ainda fosse muito jovem, recebeu vários benefícios eclesiásticos, como o título de reitor da colegiada de Wimborne, em 15 de fevereiro de 1518.
Também estudou na Universidade de Pádua, e em Veneza, (1521-1526), onde teve contato com diversas personalidades da Renascença, como Pietro Bembo, Gian Matteo Giberti (antigo datário do Papa Leão X), Jacopo Sadoleto, Gianpietro Carafa (futuro Papa Paulo IV), Rodolfo Pio, Otto Truchsess von Waldburg, Stanislaus Hosius, Cristoforo Madruzzo, Giovanni Morone, Pier Paolo Vergerio, o Jovem, Pietro Martire Vermigli e Vettor Soranzo. O rei Henrique VIII financiou seus estudos.
Retornou à Inglaterra em 1527 e continuou seus estudos na Charterhouse em Sheen. Foi eleito decano de Exeter em 12 de agosto de 1527. Pouco depois, para evitar tomar partido na questão do divórcio do rei Henrique VIII e da rainha Catarina de Aragão, Pole obteve permissão do rei para continuar seus estudos em Paris. Mas não escapou inteiramente do assunto porque o rei lhe pediu que obtivesse da Universidade de Paris um parecer favorável ao divórcio. Pole provavelmente fez pouco para promover uma causa tão desagradável aos seus próprios sentimentos e, por fim, o rei pediu-lhe que voltasse para a Inglaterra.
Após a morte do Cardeal Thomas Wolsey em 29 de novembro de 1530, o rei Henrique VIII ofereceu-lhe a nomeação para a Arquidiocese de Iorque ou para a Sé de Winchester, mas ele recusou o que pretendia ser um suborno para obter seu apoio na questão do divórcio. Ele obteve uma audiência com o rei e expressou seus sentimentos sobre o divórcio muito claramente. Para explicar sua posição, ele subsequentemente apresentou um memorial sobre o assunto. Como Pole não havia tornado pública sua oposição, o rei deu-lhe permissão em janeiro de 1532 para viajar ao continente e continuou a apoiá-lo financeiramente fora do tesouro real. Ele deixou a Inglaterra e foi para Avinhão, mas o clima não lhe agradou e mudou-se para Pádua no mês de outubro seguinte. Em Pádua cultivou sua amizade com Gian Pietro Carafa, Gasparo Contarini, Alvise Priuli, Benedetto Fontanini e Jacopo Sadoleto. Durante esse período, ele também teve a oportunidade de realizar estudos mais profundos sobre a crítica bíblica na Abadia de Santa Giustina em Veneza.
Em 1534, o rei Henrique VIII rompeu completa e definitivamente com Roma. Pressionado pelo rei a escrever sua opinião sobre a legalidade de seu casamento com a rainha Catarina, viúva de seu falecido irmão, e também sobre a instituição divina da supremacia papal, Pole consentiu com relutância e respondeu em um tratado intitulado Pro ecclesiasticæ Unitatis defensione. A obra estava na linguagem e nos argumentos mais intransigentes, pois ele estava convencido de que era seu dever perante Deus falar francamente, independentemente do custo para si mesmo e sua família. O livro não foi divulgado até uma data posterior. Foi enviado em particular para o rei em 27 de maio de 1536. Quando o rei Henrique viu a resposta de Pole, enviou um mensageiro, para que trouxesse de volta a Pole, pedindo-lhe que retornasse à Inglaterra para explicar certas questões sobre o tratado. Pole decidiu não voltar para sua terra natal. Nessa época, Pole foi chamado a Roma pelo Papa Paulo III; o papa queria indicá-lo para uma comissão que ele havia formado sob a presidência do cardeal Contarini para preparar um esquema para a reforma interna da Igreja. Se ele aceitou o convite papal, ele claramente estava do lado do papa contra o rei. Por um tempo, ele pareceu duvidar de qual era seu dever. Instado pelo bispo Gian Matteo Giberti, de Verona, e pelo arcebispo Carafa, a obedecer a Deus e não ao homem, ele aceitou o convite do papa e foi a Roma em meados de novembro de 1536. Quando o papa Paulo III expressou a Pole que pretendia promovê-lo ao cardinalato, ele expressou sua resistência à ideia, mas o papa desconsiderou suas objeções. Recebeu a tonsura eclesiástica pouco antes de sua promoção ao cardinalato.

## Vida eclesiástica

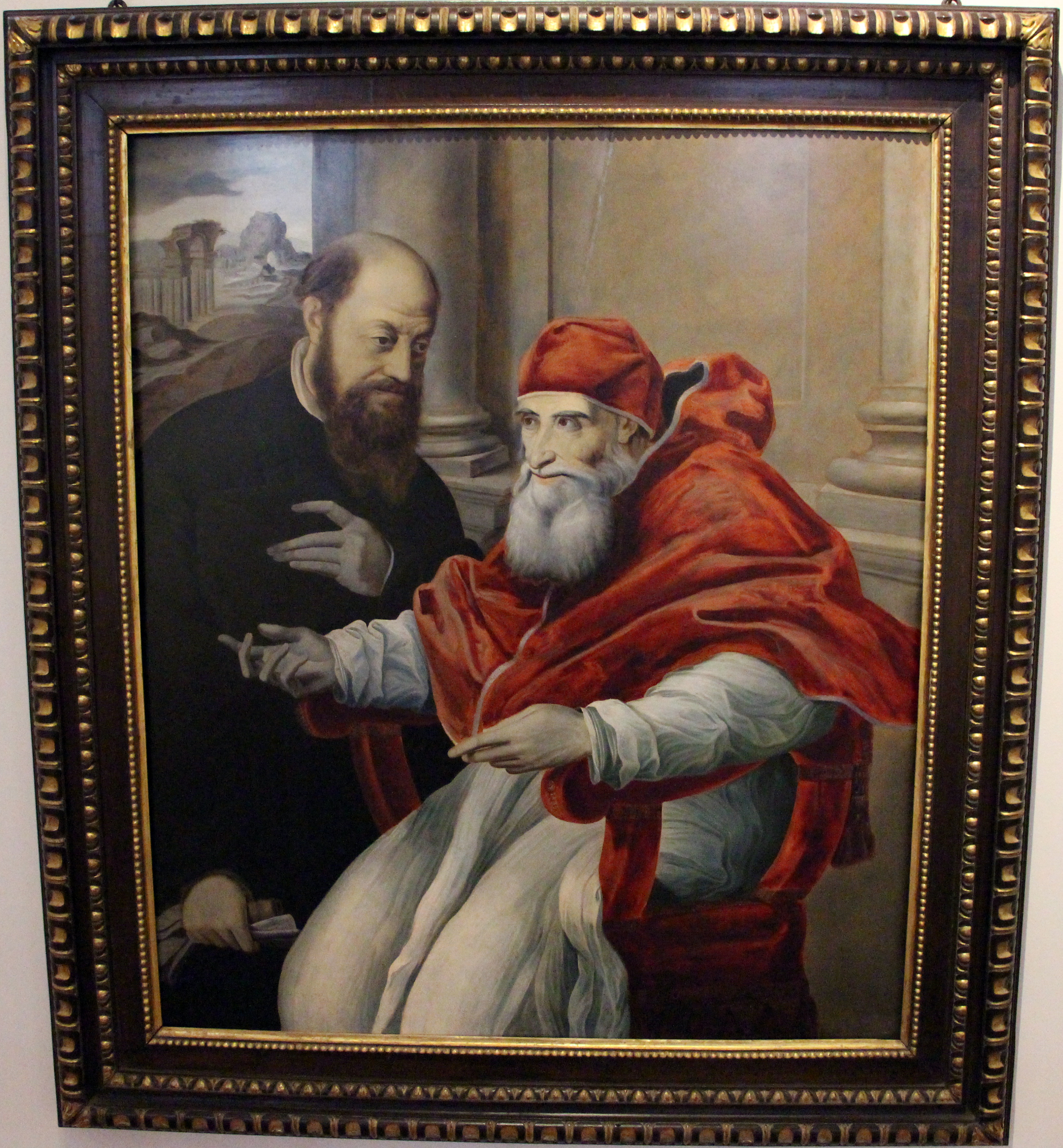
Pole com o Papa Paulo III. Obra de Girolamo Sciocolante na Abbazia di Monte Oliveto Maggiore.

Dessa forma, foi criado cardeal no Consistório de 1536, recebendo o chapéu vermelho em 23 de dezembro e o título de Cardeal-diácono de Santos Nereu e Aquileu em 15 de janeiro de 1537.
Foi um dos signatários do documento mais significativo para a reforma da igreja e a convocação do concílio, Consilium de Emendanda Ecclesia de janeiro de 1537. Em 18 de fevereiro de 1537, foi nomeado legado de uma missão para promover uma intervenção na Inglaterra; era conhecido como a "Peregrinação da Graça"; a rivalidade entre o Sacro Imperador Romano Carlos V e o rei Francisco I da França tornou a missão malsucedida e ele foi chamado de volta a Roma.
Seus irmãos foram presos na Inglaterra; mais tarde, sua mãe também foi presa e sua própria vida estava em perigo por causa dos assassinos contratados por Henrique VIII. Com a aprovação do papa, ele tentou organizar uma liga europeia contra o rei e conheceu o imperador em Toledo, Espanha, em fevereiro de 1539, mas ele não foi autorizado a entrar na França. Assim, foi chamado de volta a Roma. Nesse período, mandou construir a Cappella di Reginald Pole.
Em 3 de maio de 1540, passou para o título de Santos Vito, Modesto e Crescência. Nomeado com outros onze cardeais para uma comissão para a reforma da Cúria Romana e seus funcionários, em 27 de agosto e passou para a diaconia de Santa Maria em Cosmedin em 10 de dezembro.
Sua mãe foi martirizada em East Smithfield, em 28 de maio de 1541. Foi nomeado governador da província do Patrimônio de São Pedro, área ao redor de Roma, 12 de agosto de 1541; residiu em Viterbo e reuniu à sua volta vários Humanistas, ocupando o cargo até 1546.
Nomeado, junto com os cardeais Giovanni Morone e Pierpaolo Parisi, legado ao Concílio de Trento, em 1 de novembro de 1542, mas devido ao pequeno número de delegados, os procedimentos foram suspensos em 6 de julho de 1543; a reabertura do concílio foi adiada até dezembro de 1545 e, durante este intervalo, ele escreveu o tratado De Concilio. Durante a segunda sessão do Concílio, em 7 de janeiro de 1546, ele apresentou seu Admonitio Legatorum ad Patres Concilii, mas por motivos de saúde teve que deixar Trento no dia 28 de junho daquele ano.
O Papa Paulo III morreu em 10 de novembro de 1549 e, no Conclave de 1549–1550, o cardeal Pole era o principal candidato e, a certa altura, ele precisava de apenas um voto para ser eleito; ele poderia ter aceitado a eleição per adorationem, mas não o fez e o cardeal Giovanni Maria Ciocchi del Monte foi eleito, tornando-se o Papa Júlio III; durante este conclave, o cardeal Gian Pietro Carafa atacou repetidamente o cardeal Pole, acusando-o de heresia.
De 1550 a 1551, o cardeal Pole retirou-se para o convento beneditino de Maguzzano, no Lago di Garda, onde conheceu o historiador Giovanni Michele Bruto e o diplomata ítalo-húngaro e eclesiástico Andrea Dudith Sbardellati. Nomeado legado papal perante os príncipes cristãos pela paz entre o Sacro Imperador Romano Carlos I e o rei francês Henrique II e antes da rainha Maria Tudor para a reconciliação da Inglaterra, 5 de agosto de 1553 e por essas legações, ele recebeu poderes que eram quase semelhantes aos do papa. O legado não chegou a Dover até 20 de novembro de 1554 devido a complicadas manobras políticas. O legado absolveu formalmente as duas casas do parlamento do pecado do cisma e, assim, efetuou a reconciliação da Inglaterra com a Igreja de Roma após uma separação que durou vinte anos, em 30 de novembro de 1554. Antes de poder chegar à Inglaterra, o legado teve de concordar que aqueles que possuíam o que era propriedade da igreja não deveriam ser forçados a devolvê-la.
Ele abriu um sínodo dos bispos da Inglaterra em 4 de novembro de 1555 em Westminster; chegou a uma conclusão temporária em meados de fevereiro de 1556 para que os bispos pudessem retornar às suas dioceses para a Quaresma; os doze decretos de reforma do sínodo foram publicados em 10 de fevereiro de 1556, sob o título Reformatio Angliæ ex decretiis Reginaldi Poli, Cardinalis, Sedis Apostolicæ Legati. Passou a cardeal-presbítero de seu título em 1 de dezembro de 1555.
Nomeado administrador da Arquidiocese da Cantuária em 11 de dezembro de 1555, uma semana após a deposição do Arcebispo Thomas Cranmer. Pole foi nomeado arcebispo daquela sé pouco depois. Por apenas ter a tonsura, acabou sendo ordenado presbítero em 20 de março de 1556, realizou sua primeira missa no dia seguinte, e no outro dia, em 22 de março, foi consagrado, na Igreja Franciscana de Greenwich, por Nicholas Heath, arcebispo de Iorque, assistido por Edmund Bonner, bispo de Londres, e cinco bispos da província da Cantuária, Thomas Thirlby, bispo de Ely; Richard Pates, bispo de Worcester; John White, bispo de Lincoln; Maurice Griffith, bispo de Rochester e Thomas Goldwell, bispo de St Asaph.
Ele recebeu o pálio na festa da Anunciação, em 25 de março de 1556, na igreja de St. Mary-le-Bow, e fez um sermão que ainda está preservado. Em abril de 1556, o cardeal Pole foi eleito chanceler da Universidade de Cambridge e, no dia 26 de outubro seguinte, a Universidade de Oxford concedeu-lhe a mesma homenagem.
Por causa da postura anti-espanhola do Papa Paulo IV por conta da ocupação de Nápoles durante o reinado do rei Fernando I, estourou a guerra na Itália entre o papa e o rei Filipe II de Espanha. O papa aliou-se ao rei da França e o rei Felipe deliberadamente tentou envolver a Inglaterra no conflito. O Papa Paulo chamou de volta os legados papais dos domínios espanhóis e especificamente aliviou o cardeal Pole de sua legação na Inglaterra em 9 de abril de 1557. Contudo, a rainha Maria ordenou que o documento papal revogando a legação fosse interceptado e retido até que ela fizesse seus protestos a Roma. O cardeal escreveu ao papa indicando como era importante ter um legado na Inglaterra naquela época, acrescentando que se o papa desejasse tirar o fardo dele, não havia razão para não indicar outro legado imediatamente; dessa forma, no consistório de 14 de junho de 1557, o Papa Paulo IV criou William Petow, O.F.M. Conv., um cardeal e nomeou-o legado na Inglaterra; ao mesmo tempo, o papa chamou o cardeal Pole de volta a Roma.
O pontífice estava convencido de que algumas das opiniões do cardeal Pole, especialmente sobre a Justificação, não eram doutrinariamente corretas e queria que ele fosse a Roma para enfrentar as acusações de heresia; ao mesmo tempo, o Cardeal Morone e Soranzo foram presos, enviados ao Castel Sant'Angelo e submetidos a um processo pela Inquisição romana. O cardeal resistiu às ordens do papa e enviou ao pontífice uma forte defesa de suas ideias em uma Apologia. 

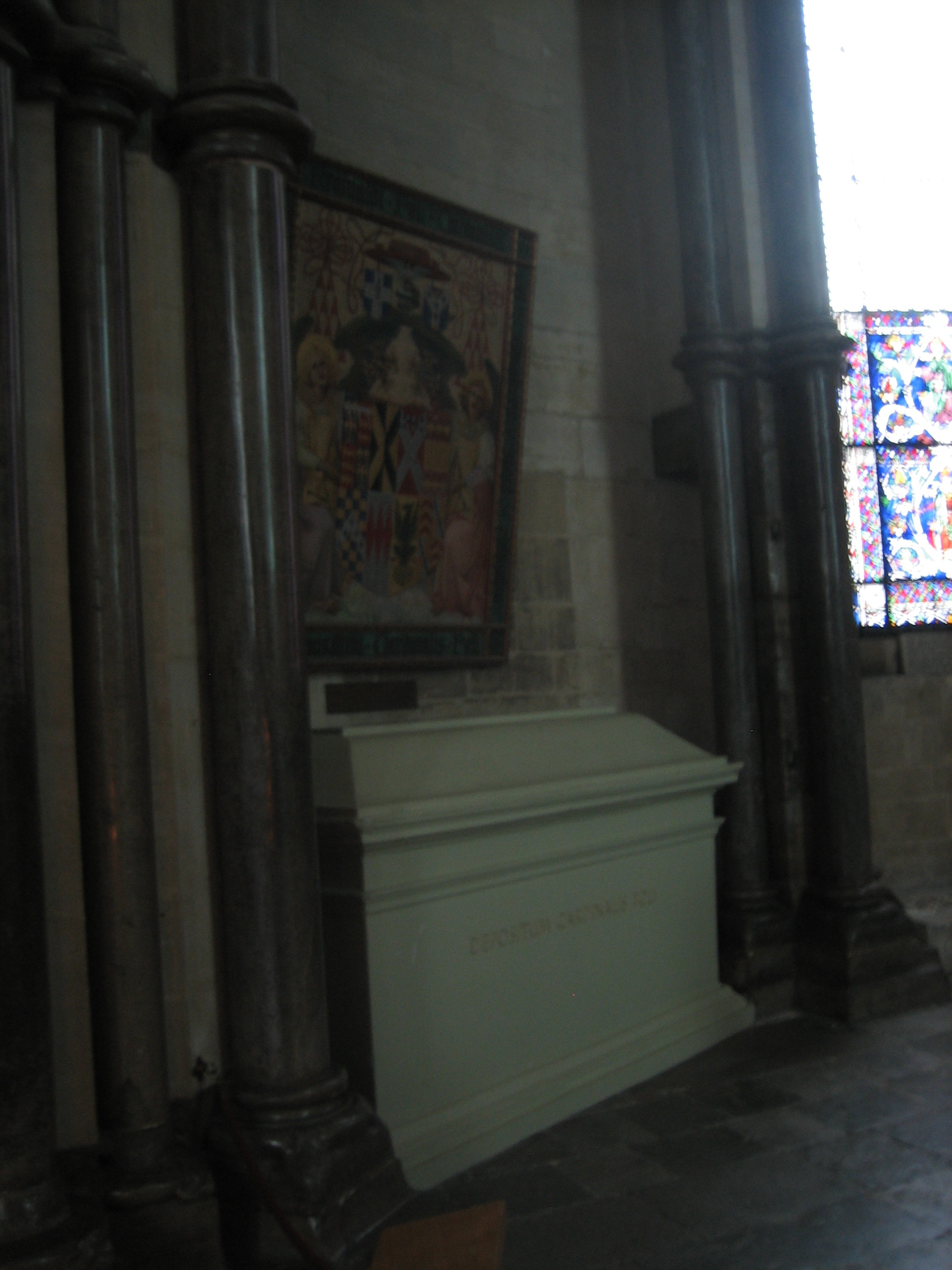
Tumba de Reginald Pole na Catedral de Cantuária

Pole faleceu em Londres, durante uma epidemia de gripe, em 17 de novembro de 1558, por volta das 19 horas, quase 12 horas após a morte da Rainha Maria. Ele foi enterrado no lado norte da Corona na Catedral de Cantuária. Com o seu falecimento, a Arquidiocese passou a ser uma circunscrição da Igreja Anglicana.

## Conclaves
- Conclave de 1549–1550 - após ações dos emissários de Henrique II de França, não foi eleito Papa, assistindo à eleição de Giovanni Maria Ciocchi del Monte como Papa Júlio III.
- Conclave de abril de 1555 - participou da eleição de Marcello Cervini como Papa Marcelo II.
- Conclave de maio de 1555 - participou da eleição de Gian Pietro Carafa como Papa Paulo IV